# Helmut Thiele (Mathematiker)

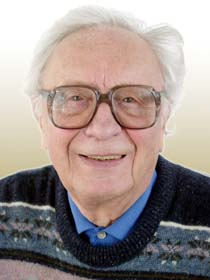
Helmut Thiele, 2001

Helmut Thiele (* 20. Juni 1926 in Saratoga; † 10. Januar 2003 in Köln) war ein deutscher Mathematiker, der auf den Gebieten der Mathematischen Logik und der Grundlagen der Mathematik, der Automaten- und Algorithmentheorie, der Syntax und Semantik formaler Sprachen, der Informationstheorie, der Erkennungs- und Komplexitätstheorie sowie der unscharfen Logik (Fuzzy-Logik) arbeitete. Er erzielte grundlegende Resultate im Grenzbereich zwischen Mathematik und Informatik. Er war Schüler von Karl Schröter (1905–1977).

## Leben
Nach Ende des Zweiten Weltkrieges war er ab 1946 zunächst als Neulehrer tätig, bevor er ab 1948 an der Martin-Luther-Universität Halle-Wittenberg studierte. 1950 wechselte er an die Humboldt-Universität zu Berlin und studierte dort Mathematik und Logik. Das Studium schloss er 1953 mit dem Diplom ab und wurde Assistent von Karl Schröter. Nach einer über zehnjährigen Tätigkeit als Assistent und Lehrbeauftragter am Institut für Mathematische Logik der Humboldt-Universität zu Berlin wurde Helmut Thiele 1964 auf eine Professur am Institut für Mathematik der Friedrich-Schiller-Universität Jena berufen. Von 1968 bis 1991 war er Professor für Mathematische Logik und theoretische Informatik am Fachbereich Mathematik der Humboldt-Universität zu Berlin. Er nahm in diesem Zeitraum mehrere Einladungen zu Gastprofessuren an ausländischen Universitäten an. 1971 wurde er korrespondierendes und 1978 ordentliches Mitglied der Akademie der Wissenschaften der DDR. Im Jahr 1973 wurde er zum Mitglied der Leopoldina gewählt.
Von 1991 bis zu seinem Tod war er an der Universität Dortmund tätig. Hier widmete er sich in der Lehre vorrangig den Anwendungen der Mathematischen Logik in der Informatik und in der Forschung der Weiterentwicklung der Fuzzy-Logik, zuletzt im Sonderforschungsbereich Computational Intelligence.

## Als Autor (Auswahl)
- Helmut Thiele: Wissenschaftstheoretische Untersuchungen in algorithmischen Sprachen I (Theorie der Graphschemata-Kalküle). Deutscher Verlag der Wissenschaften DVW, Berlin 1966. (online)

## Als Herausgeber (Auswahl)
- Jan Grabowski, Klaus P. Jantke, Helmut Thiele (Hrsg.): Grundlagen der Künstlichen Intelligenz. Eine Einführung in Einzelbeiträgen. Akademische Verlagsgesellschaft AKA, Berlin 1989, ISBN 3-05-500601-1. (online)